# 11580 Bautzen
11580 Bautzen eller 1994 JG4 är en asteroid i huvudbältet som upptäcktes den 3 maj 1994 av Spacewatch vid Kitt Peak-observatoriet. Den är uppkallad efter den tyska staden Bautzen.
Asteroiden har en diameter på ungefär 7 kilometer.